# Tor (Gerona)
Tor es una localidad española del municipio de La Tallada d'Empordà, perteneciente a la provincia de Gerona, en la comunidad autónoma de Cataluña.

## Historia
Hacia mediados del siglo XIX, el lugar, ya por entonces perteneciente a La Tallada, tenía contabilizada una población de 90 habitantes. Aparece descrito en el decimoquinto volumen del Diccionario geográfico-estadístico-histórico de España y sus posesiones de Ultramar de Pascual Madoz de la siguiente manera:

TOR: l. en la prov. y dióc. de Gerona (6 horas), part. jud. de La Bisbal (6), aud. terr. y c. g. de Barcelona (25), ayunt. de La Tallada (1/4): sit. en una colina con buena ventilacion, y clima templado y sano; las enfermedades comunes son fiebres intermitentes. Tiene 30 casas, y una igl. parr. (San Clemente) aneja de la de Mareñá, y contiguo á ella el cementerio. El térm. confina N. Albons; E. Bellcaire; S. La Tallada, y O. Mareñá. El terreno es de mediana calidad; le cruzan varios caminos locales. prod.: trigo, aceite y vino; cria ganado lanar y vacuno, y alguna caza menor. pobl.: 18 vec., 90 alm. cap. prod.: 1.873,200 rs. imp.: 46,830.
(Madoz, 1849, p. 20)

En 2022, la entidad singular de población tenía empadronados 136 habitantes y el núcleo de población 100 habitantes.